# Hunter Schafer

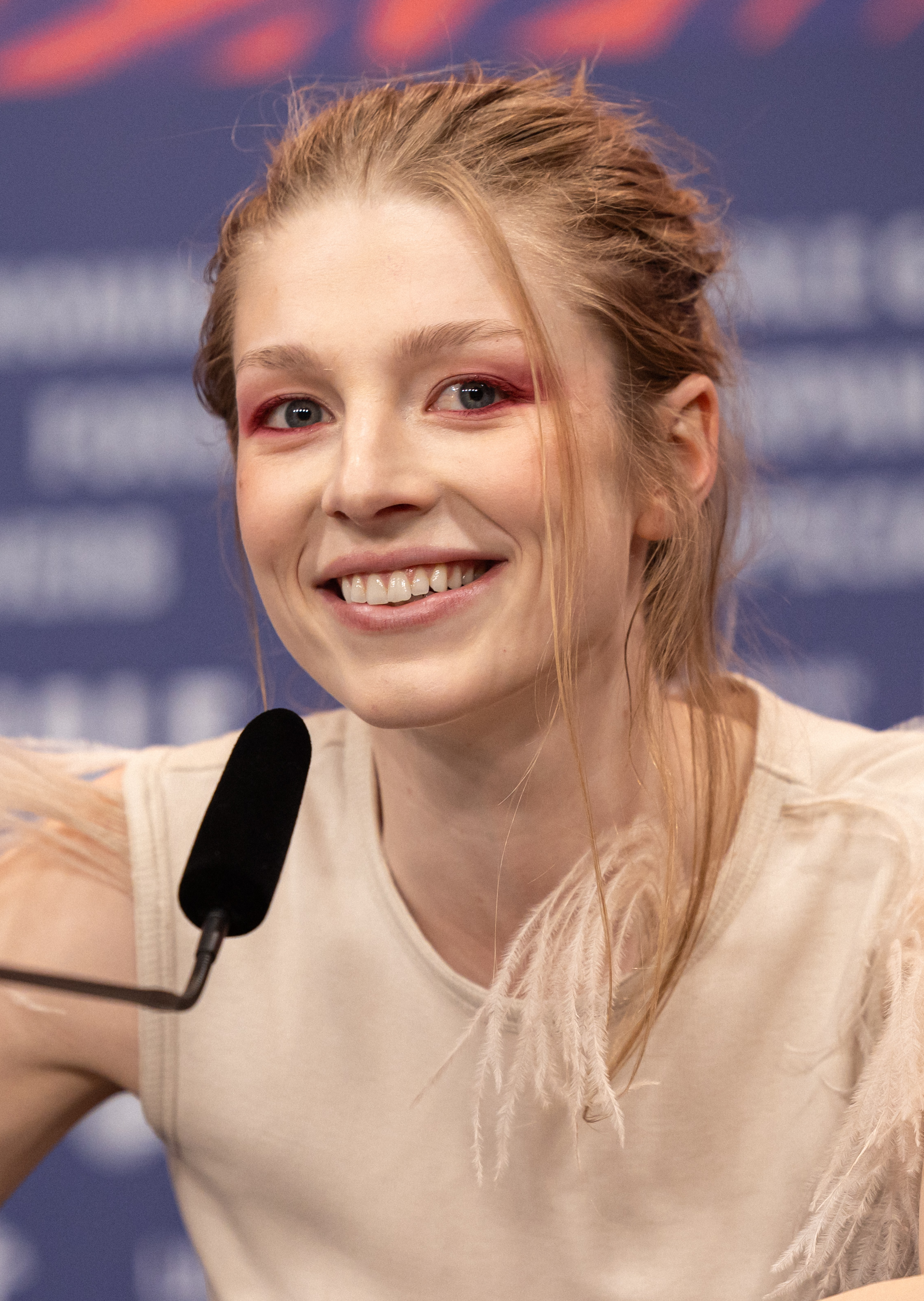
Hunter Schafer auf der Berlinale 2024

Hunter Schafer (* 31. Dezember 1998 in Trenton) ist ein US-amerikanisches Model, Schauspielerin und LGBTQIA*-Aktivistin. Sie wurde vor allem durch ihre Hauptrolle Jules Vaughn in der HBO-Jugendserie Euphoria bekannt, die sie seit 2019 verkörpert. Schafer identifiziert sich bereits seit ihrer Kindheit als transgender und begann während der High School mit der medizinischen Transition.

## Leben
Schafer, geboren im US-Bundesstaat New Jersey, wuchs mit zwei jüngeren Schwestern und einem jüngeren Bruder in Raleigh im Bundesstaat North Carolina auf. Ihr Vater ist als Pastor für die lokale presbyterianische Hudson Memorial Presbyterian Church tätig. In einem Interview gab sie an, dass sie bereits seit dem Kleinkindalter eine stark ausgeprägte feminine Seite hatte. In der siebten Klasse outete sich Schafer vorerst als schwul bei ihren Eltern. Im darauffolgenden Jahr erlebte sie immer stärkere Anzeichen von Genderdysphorie und fing an, ihre Geschlechtsidentität zu hinterfragen. Kurz darauf begann sie mit einer Transition.
Während ihrer Zeit an der High Needham B. Broughton High School setzte sie sich unter anderem mit der Teilnahme an Demonstrationen, selbst angefertigten Zeichnungen und als Klägerin in einem Prozess gegen den Staat North Carolina gegen das umstrittene Gesetz Public Facilities Privacy & Security Act ein. Dieses sah neben der Umgehung von Anti-Diskriminierungs-Gesetzen und eines landesweit einheitlichen Mindestlohns unter anderem vor, dass trans Schüler in Bildungseinrichtungen die Toiletten ihres nativ biologischen Geschlechts benutzen müssen. Schafer und andere Betroffene wurden bei ihren Protesten unter anderem von Lambda Legal, Planned Parenthood und der American Civil Liberties Union unterstützt. Das Gesetz wurde im März 2016 verabschiedet, gut ein Jahr später wurde die Toiletten-Verordnung für nichtig erklärt, nicht aber die anderen Bestimmungen, zudem war auch kein neuer Erlass von Gesetzen zum Schutz der LGBT-Gemeinschaft in North Carolina bis 2020 möglich.
Ihr Aktivismus machte Schafer national bekannt, weswegen sie im Jahr 2017 von der Teen Vogue zu einer der 21 under 21 (Personen, die jünger als 21 Jahre und hauptsächlich durch Aktivismus in Erscheinung treten) gewählt wurde. Sie durfte zudem mit vier weiteren in der Liste vorkommenden jungen Frauen Hillary Clinton interviewen. Im selben Jahr wechselte sie von ihrer High School auf die University of North Carolina School of the Arts, die sie als Mitglied des High School Visual Arts program abschloss.
Im Juni 2020, zum 50. Jubiläum der ersten Pride Parade der Vereinigten Staaten, wurde Schafer von der sich an LGBT-Leser richtenden Online-Publikation Queerty zu einer der 50 Personen ernannt, die die USA in Richtung Gleichheit, Akzeptanz und Würde für alle lenkten. 2021 wurde sie von Time zu einer der 100 wichtigsten aufstrebenden Führungspersönlichkeiten ernannt, die zugehörige Widmung im Magazin verfasste die Schauspielerin Zendaya, mit der Schafer bei Euphoria zusammenarbeitet.
Laut Schafer halfen ihr soziale Netzwerke dabei, sich ihrer wahren Geschlechtsidentität bewusst zu werden, da sie so mit den Erfahrungen anderer trans Personen vertraut wurde, mit denen sie sich identifizieren konnte. Schafer unterzog sich laut eigenen Angaben am Anfang ihrer High-School-Zeit einer geschlechtsangleichenden Maßnahme. In einem Interview 2019 beschrieb sie sich als „eine Art Lesbe“. Zwei Jahre später antwortete sie auf einen viralen Twitter-Post, der ihre Homosexualität scherzhaft erwähnte, stattdessen bi- oder pansexuell zu sein.
Im August 2022 stieß Schafers positives Kommentieren eines Instagram-Beitrags auf öffentliche Kritik. In diesem wurden nichtbinäre Personen unter anderem aufgrund ihres angeblichen Einsatzes für die Aufhebung von Transgeschlechtlichkeit als mit Genderinkongruenz einhergehende Erkrankung beschuldigt, für negative gesellschaftliche Entwicklungen in Bezug auf trans Personen verantwortlich zu sein. Schafer wurde deshalb der Vorwurf gemacht, den in der LGBT-Gemeinschaft umstrittenen Transmedikalismus zu befürworten. Der Begriff bezeichnet eine Ansicht, wonach Personen eine offizielle Genderinkongruenz-Diagnose erhalten und sich einer medizinischen Transition unterziehen müssen, um als trans zu gelten. Sie bestritt das und erklärte, dass es ihrer Ansicht nach eine Unausgewogenheit zwischen der öffentlichen Sichtbarkeit von nichtbinären Personen und trans Frauen gebe. Allerdings sei sie weder ersten gegenüber feindselig eingestellt noch eine Anhängerin des Transmedikalismus.
Am 27. Februar 2024 wurde Schafer in New York City verhaftet, als sie bei einem Protest der Jüdische Stimme für den Frieden sich für einen Waffenstillstand im Gazakrieg einsetzte. Durch ein achtminütiges TikTok-Video, das im Februar 2025 veröffentlicht wurde, kritisierte Schafer die Trump-Regierung und das US-Außenministerium für die Änderung ihrer Pass-Geschlechtsmarke von weiblich zu männlich ohne ihre Zustimmung oder ihr Wissen. Sie erklärte am nächsten Tag, dass sie sich zu Wort gemeldet habe, weil „es wichtig sei, einfach den Überblick zu behalten, wie die Dinge in unserem Land stehen“ und dass sie das Gefühl hatte, dass „es ein guter, notwendiger Punkt war“, den zu teilen.

## Karriere

### Model
Kurz nach ihrem High-School-Abschluss begann Schafer mit ihrer Tätigkeit als Model. Sie präsentierte unter anderem Kleidung der Modehäuser Dior, Versace und Prada. Sie modelte neben ihrer Festanstellung bei der US-amerikanischen Elite Model Management aus New York gelegentlich auch für ausländische Agenturen, unter anderem Oui Management aus Paris, Why Not Model Management aus Mailand sowie Premier Mode Management aus London.
2022 wurde Schafer als Testimonial für Schminke des Kosmetikherstellers Shiseido engagiert und beteiligte sich ein Jahr darauf an einer Parfüm-Werbekampagne von Thierry Mugler.

### Schauspielerin

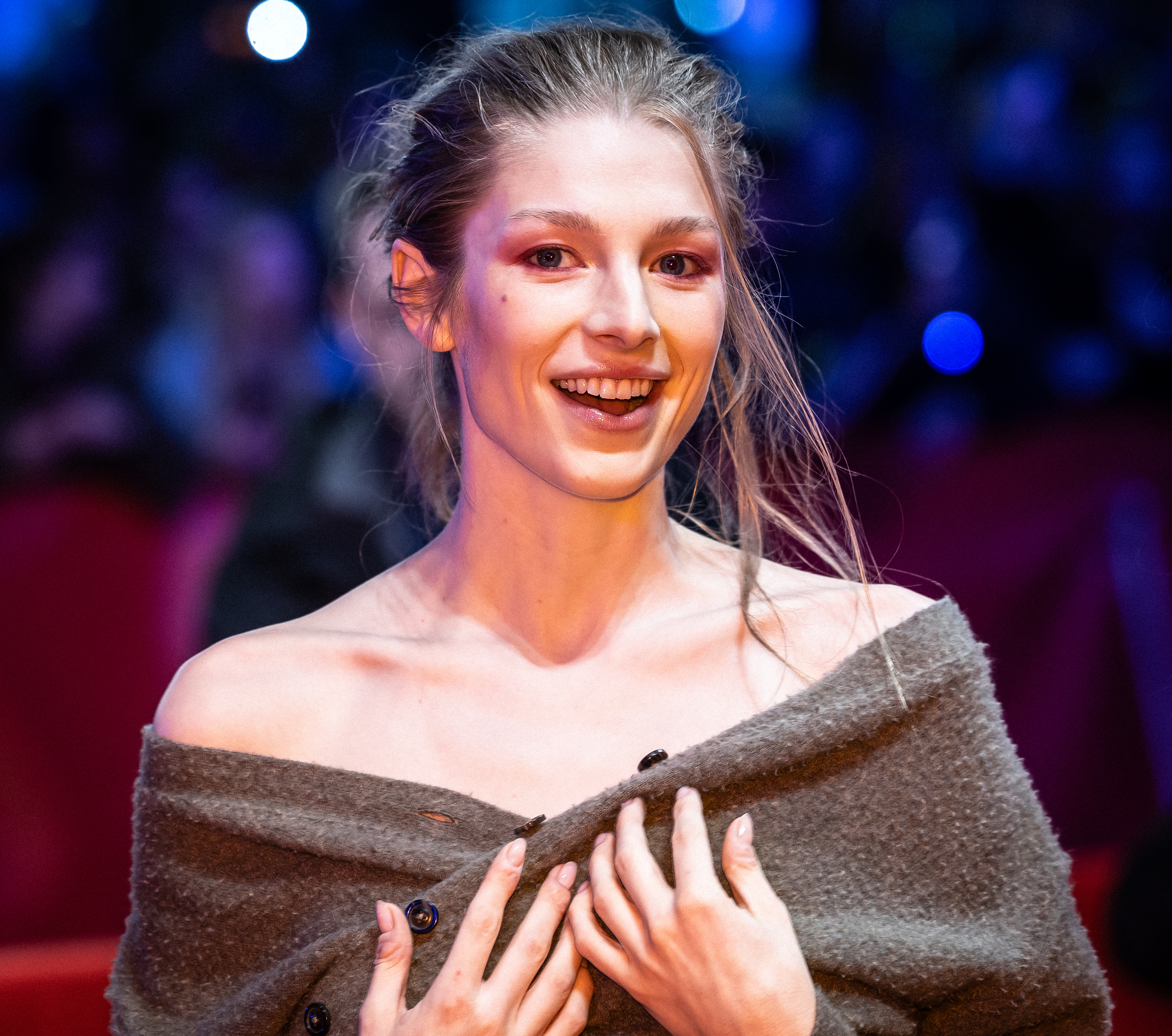
Hunter Schafer auf der Berlinale 2024

Im Jahr 2019 bewarb sich Schafer auf Vorschlag ihrer Agentur, die durch einen Instagram-Post auf das Casting aufmerksam geworden war, für eine Rolle in der HBO-Produktion Euphoria, die sich an ältere Jugendliche und Erwachsene richtet. Schafer wurde schließlich in der Hauptrolle der bisexuellen Jules Vaughn besetzt, die sich in die Hauptfigur Rue Bennett verliebt und neben ihrem transphoben und misogynen Mitschüler Nate Jacobs mit selbstverletzendem Verhalten zu kämpfen hat. Ihre Rolle in Euphoria stellte auch Schafers Schauspieldebüt dar. Zudem half sie Sam Levinson, dem Drehbuchautor und Erfinder der Serie, ihre persönlichen Erfahrungen mit denen ihrer Figur zu verknüpfen. Schafer gehörte im Juli 2020 zu mehreren trans Schauspielerinnen, die von der Academy of Television Arts & Sciences bei den Emmy-Nominierungen nicht berücksichtigt wurden. Dies stieß sowohl bei Zuschauern als auch einigen Filmemachern öffentlich auf Kritik. Für die zweite Euphoria-Spezialfolge, die im Rahmen der COVID-19-Pandemie entstand, war Schafer zusammen mit Levinson als Drehbuchautorin tätig.
An der Seite von Gemma Chan und Sofia Boutella wurde Schafer im August 2021 als Hauptdarstellerin im Horrorfilm Cuckoo besetzt. In der Produktion verkörpert sie eine Jugendliche, die beim Familienurlaub im Bayerischen Wald mit sonderbaren Ereignissen und Personen zu kämpfen hat. Im Juni 2022 erhielt sie eine Hauptrolle in Die Tribute von Panem – The Ballad of Songbirds and Snakes, der Verfilmung des Romans Die Tribute von Panem X – Das Lied von Vogel und Schlange aus dem Jahr 2020. Schafer spielt darin Tigris Snow, eine Cousine und enge Vertraute des Protagonisten Coriolanus Snow.

### Musikvideoregisseurin
Im Mai 2022 feierte Schafer ihr Debüt als Regisseurin. Sie drehte das Musikvideo zu hornylovesickmess, ein bereits im April 2021 veröffentlichtes Lied der norwegischen Sängerin Girl in Red. Dieses handelt von den Erinnerungen der Interpretin an eine frühere Liebesbeziehung, während sie in einem Auto sitzt beziehungsweise eine Straßenbaustelle durchquert. Schafer erdachte zudem selbst das Szenenbild und veröffentlichte einige der dazugehörigen, von ihr erstellten Storyboards auf ihrem Instagram-Account.
Schafer drehte im Juni 2023 ein zweites Musikvideo. Im Clip zu Why Am I Alive Now der US-amerikanischen Band Anohni and the Johnsons sinniert eine trans Künstlerin am Strand über ihre Bestimmung und betritt ein leerstehendes Fabrikgebäude, in dem sie zwei gleichgesinnte Frauen kennenlernt. Schafer führte zudem anlässlich der Veröffentlichung des Albums, auf dem das Lied erschien, auf Anohnis YouTube-Kanal ein Interview mit der Künstlerin.

## Filmografie
- seit 2019: Euphoria (Fernsehserie)
- 2021: Belle (Stimme)
- 2023: Die Tribute von Panem – The Ballad of Songbirds and Snakes (The Hunger Games: The Ballad of Songbirds and Snakes)
- 2024: Cuckoo
- 2024: Kinds of Kindness

## Auszeichnungen & Nominierungen
Independent Spirit Award
- Independent Spirit Awards 2025: Nominierung in der Kategorie Beste Hauptrolle, für Cuckoo[42]

MTV Movie & TV Award
- MTV Movie & TV Awards 2022: Nominierung in der Kategorie Bester Kuss, für Euphoria (zusammen mit Dominic Fike)[43]